# Champions Trophy vrouwen 1997
De Champions Trophy voor vrouwen werd in 1997 gehouden in het Duitse Berlijn. Het toernooi werd gehouden van 1 tot en met 8 juni. De Australische vrouwen wonnen deze zesde editie, hun vierde op rij.
Met ingang van deze editie geldt het 'driepuntensysteem': drie punten voor een overwinning, een voor een gelijkspel en nul voor een nederlaag.

## Geplaatste landen
- Australië (titelverdediger, wereldkampioen en olympisch kampioen)
- Duitsland (gastland)
- Groot-Brittannië (derde op de Olympische Spelen)
- Nederland (vierde op de Olympische Spelen)
- Verenigde Staten (vijfde op de Olympische Spelen)
- Zuid-Korea (tweede op de Olympische Spelen)

## Uitslagen
Alle tijden zijn in de lokale tijd UTC+2.

### Eerste ronde
De nummers 1 en 2 spelen de finale, de nummers 3 en 4 om het brons en de nummers 5 en 6 om de 5e en 6e plaats.
| Team             | GS | W | G | V | DV | DT | DS | Ptn |
| ---------------- | -- | - | - | - | -- | -- | -- | --- |
| Duitsland        | 5  | 3 | 2 | 0 | 11 | 5  | +6 | 11  |
| Australië        | 5  | 3 | 1 | 1 | 13 | 4  | +9 | 10  |
| Zuid-Korea       | 5  | 3 | 0 | 2 | 9  | 6  | +3 | 9   |
| Nederland        | 5  | 2 | 0 | 3 | 4  | 6  | -2 | 6   |
| Verenigde Staten | 5  | 1 | 1 | 3 | 4  | 12 | -8 | 4   |
| Groot-Brittannië | 5  | 1 | 0 | 4 | 2  | 10 | -8 | 3   |

| 1 juni 1997 14:00 |       |                  |                                                          |
| Zuid-Korea        | 0 – 1 | Verenigde Staten | Scheidsrechters: Judith Barnesby (AUS) Renée Cohen (NED) |
|                   |       |                  | Scheidsrechters: Judith Barnesby (AUS) Renée Cohen (NED) |

| 1 juni 1997 16:00 |       |                  |                                                             |
| Nederland         | 1 – 0 | Groot-Brittannië | Scheidsrechters: Jana Halamova (CZE) Alison McCloskey (IRL) |
|                   |       |                  | Scheidsrechters: Jana Halamova (CZE) Alison McCloskey (IRL) |

| 1 juni 1997 18:00 |       |           |                                                       |
| Duitsland         | 1 – 1 | Australië | Scheidsrechters: Renée Chatas (USA) Gill Clarke (GBR) |
|                   |       |           | Scheidsrechters: Renée Chatas (USA) Gill Clarke (GBR) |

| 2 juni 1997 16:00 |       |                  |                                                         |
| Zuid-Korea        | 2 – 0 | Groot-Brittannië | Scheidsrechters: Ute Löwenstein (GER) Renée Cohen (NED) |
|                   |       |                  | Scheidsrechters: Ute Löwenstein (GER) Renée Cohen (NED) |

| 2 juni 1997 18:00 |       |                  |                                                             |
| Duitsland         | 2 – 2 | Verenigde Staten | Scheidsrechters: Judith Barnesby (AUS) Gina Spitaleri (ITA) |
|                   |       |                  | Scheidsrechters: Judith Barnesby (AUS) Gina Spitaleri (ITA) |

| 2 juni 1997 20:00 |       |           |                                                      |
| Australië         | 2 – 0 | Nederland | Scheidsrechters: Jana Halamova (CZE) Lee Mi-Ok (KOR) |
|                   |       |           | Scheidsrechters: Jana Halamova (CZE) Lee Mi-Ok (KOR) |

| 4 juni 1997 16:00 |       |                  |                                                    |
| Nederland         | 3 – 0 | Verenigde Staten | Scheidsrechters: Gill Clarke (GBR) Lee Mi-Ok (KOR) |
|                   |       |                  | Scheidsrechters: Gill Clarke (GBR) Lee Mi-Ok (KOR) |

| 4 juni 1997 18:00 |       |            |                                                          |
| Duitsland         | 3 – 2 | Zuid-Korea | Scheidsrechters: Renée Chatas (USA) Gina Spitaleri (ITA) |
|                   |       |            | Scheidsrechters: Renée Chatas (USA) Gina Spitaleri (ITA) |

| 4 juni 1997 20:00 |       |                  |                                                             |
| Australië         | 3 – 0 | Groot-Brittannië | Scheidsrechters: Ute Löwenstein (GER) Masako Kamisuki (JPN) |
|                   |       |                  | Scheidsrechters: Ute Löwenstein (GER) Masako Kamisuki (JPN) |

| 5 juni 1997 16:00 |       |           |                                                             |
| Zuid-Korea        | 2 – 0 | Nederland | Scheidsrechters: Judith Barnesby (AUS) Ute Löwenstein (GER) |
|                   |       |           | Scheidsrechters: Judith Barnesby (AUS) Ute Löwenstein (GER) |

| 5 juni 1997 18:00 |       |                  |                                                       |
| Duitsland         | 3 – 0 | Groot-Brittannië | Scheidsrechters: Renée Chatas (USA) Renée Cohen (NED) |
|                   |       |                  | Scheidsrechters: Renée Chatas (USA) Renée Cohen (NED) |

| 5 juni 1997 20:00 |       |                  |                                                           |
| Australië         | 5 – 0 | Verenigde Staten | Scheidsrechters: Jana Halamova (CZE) Gina Spitaleri (ITA) |
|                   |       |                  | Scheidsrechters: Jana Halamova (CZE) Gina Spitaleri (ITA) |

| 7 juni 1997 12:00 |       |                  |                                                    |
| Verenigde Staten  | 1 – 2 | Groot-Brittannië | Scheidsrechters: Lee Mi-Ok (KOR) Renée Cohen (NED) |
|                   |       |                  | Scheidsrechters: Lee Mi-Ok (KOR) Renée Cohen (NED) |

| 7 juni 1997 14:00 |       |           |                                                           |
| Zuid-Korea        | 3 – 2 | Australië | Scheidsrechters: Jana Halamova (CZE) Ute Löwenstein (GER) |
|                   |       |           | Scheidsrechters: Jana Halamova (CZE) Ute Löwenstein (GER) |

| 7 juni 1997 16:00 |       |           |                                                          |
| Duitsland         | 2 – 0 | Nederland | Scheidsrechters: Gill Clarke (GBR) Judith Barnesby (AUS) |
|                   |       |           | Scheidsrechters: Gill Clarke (GBR) Judith Barnesby (AUS) |

### Plaatsingswedstrijden
Om de 5e/6e plaats
| 8 juni 11:00     |       |                                                 |                                                            |
| Verenigde Staten | 0 – 3 | Groot-Brittannië                                | Scheidsrechters: Ute Löwenstein (GER) Gina Spitaleri (ITA) |
|                  |       | 16' Karen Brown 64' Jane Smith 65' Purdy Miller | Scheidsrechters: Ute Löwenstein (GER) Gina Spitaleri (ITA) |

Om de 3e/4e plaats
| 8 juni 13:30                       |       | |                                                           |
| Zuid-Korea                         | 2 – 5 | Nederland | Scheidsrechters: Judith Barnesby (AUS) Renée Chatas (USA) |
| Oh Seung-Shin 13' Choi Mi-Soon 43' |       | 9' Carole Thate 29' Suzan van der Wielen 41' Suzan van der Wielen 56' Suzan van der Wielen 59' Fleur van de Kieft | Scheidsrechters: Judith Barnesby (AUS) Renée Chatas (USA) |

Finale
| 8 juni 16:00     |            |                                 |                                                      |
| Duitsland        | 1 – 2 (nv) | Australië                       | Scheidsrechters: Gill Clarke (GBR) Renée Cohen (NED) |
| Britta Becker 3' |            | 8' Lisa Powell 78' Alyson Annan | Scheidsrechters: Gill Clarke (GBR) Renée Cohen (NED) |

## Selecties
Australië
1. Jenny Morris
2. Katrina Powell
3. Michelle Andrews
4. Karen Smith
5. Renita Garard-Farrell
6. Katie Allen
7. Kate Starre
8. Rechelle Hawkes

1. Claire Mitchell-Taverner
2. Louise Dobson
3. Tammy Cole
4. Alyson Annan
5. Nikki Mott
6. Juliet Haslam
7. Clover Maitland (gk)
8. Rachel Imison (gk)

Bondscoach: Ric Charlesworth
 Duitsland
1. Alexandra Schmidt (gk)
2. Julia Zwehl (gk)
3. Susanne Müller
4. Tanja Dickenscheid
5. Nadine Ernsting-Krienke
6. Inga Möller
7. Natascha Keller
8. Melanie Cremer

1. Denise Klecker
2. Badri Latif
3. Birgit Mensch
4. Britta Becker
5. Marion Rodewald
6. Philippa Suxdorf
7. Heike Lätzsch
8. Katrin Kauschke

Bondscoach: Berti Rauth
 Groot-Brittannië
- Carolyn Reid (gk)
- Karen Brown
- Joanne Mould
- Lisa Copeland
- Jackie Empson
- Kirsty Bowden
- Mandy Davies 
- Purdy Miller

- Lucilla Wright
- Jane Sixsmith
- Tina Cullen
- Jane Smith
- Lucy Newcombe
- Denise Marston-Smith
- Hilary Rose (gk)
- Sarah Blanks

Bondscoach:
 Nederland
1. Stella de Heij  (gk)
2. Daphne Touw (gk)
3. Inge van den Broek
4. Julie Deiters
5. Ellen Kuipers
6. Myrna Veenstra
7. Nicole Koolen
8. Dillianne van den Boogaard

1. Willemijn Duyster
2. Minke Smabers
3. Ageeth Boomgaardt
4. Wendy Fortuin
5. Eefke Mulder
6. Carole Thate
7. Fleur van de Kieft
8. Suzan van der Wielen

Bondscoach: Tom van 't Hek
- Assistent: Robbert Delissen
- Manager:
- Fysio: Johannes Veen
- Video: Roberto Tolentino

 Verenigde Staten
1. Jennifer Salisbury (gk)
2. Carla Tagliente
3. Liz Tchou
4. Margaret Storrar
5. Meredith Thorpe
6. Chris DeBow
7. Kristen Holmes
8. Kelli James

1. Tracey Fuchs
2. Carolyn Schwarz
3. Katie Kauffman
4. Andrea Wieland (gk)
5. Rose Aspelin
6. Pam Neiss
7. Jill Reeve
8. Tara Maguire

Bondscoach: Pam Hixon
 Zuid-Korea
1. You Jae-Sook (gk)
2. Kim Eun-Jin
3. Cho Eun-Jung
4. Park Ok-Nam
5. Choi Eun-Kyung
6. Kim Myung-Ok
7. Back Young-Ho
8. Choi Kwan-Sook

1. Choi Mi-Soon
2. Lee Ji-Young
3. Kim Soo-Jung
4. Lee Kyung-Ahn
5. Oh Seung-Shin
6. Park Eun-kyung
7. Lee Eun-Young
8. Jim Deok-San

Bondscoach:

## Scheidsrechters
- Judith Barnersby
- Renée Chatas
- Gill Clarke
- Renée Cohen
- Jana Halamová

- Masako Kamisuki
- Lee Mi-Ok
- Ute Löwenstein
- Alison McCloskey
- Gina Spitaleri

## Topscorers
Alyson Annan (Australië) werd topscorer met 5 doelpunten.

## Eindrangschikking
| rang   | land             |
| ------ | ---------------- |
| Goud   | Australië        |
| Zilver | Duitsland        |
| Brons  | Nederland        |
| 4      | Zuid-Korea       |
| 5      | Groot-Brittannië |
| 6      | Verenigde Staten |

Mannen:
Lahore 1978 ·
Karachi 1980 ·
Karachi 1981 ·
Amstelveen 1982 ·
Karachi 1983 ·
Karachi 1984 ·
Perth 1985 ·
Karachi 1986 ·
Amstelveen 1987 ·
Lahore 1988 ·
Berlijn 1989 ·
Melbourne 1990 ·
Berlijn 1991 ·
Karachi 1992 ·
Kuala Lumpur 1993 ·
Lahore 1994 ·
Berlijn 1995 ·
Chennai 1996 ·
Adelaide 1997 ·
Lahore 1998 ·
Brisbane 1999 ·
Amstelveen 2000 ·
Rotterdam 2001 ·
Keulen 2002 ·
Amstelveen 2003 ·
Lahore 2004 ·
Chennai 2005 ·
Barcelona 2006 ·
Kuala Lumpur 2007 ·
Rotterdam 2008 ·
Melbourne 2009 ·
Mönchengladbach 2010 ·
Auckland 2011 ·
Melbourne 2012 ·
Bhubaneswar 2014 ·
Londen 2016 ·
Breda 2018
Vrouwen:
Amstelveen 1987 ·
Frankfurt 1989 ·
Berlijn 1991 ·
Amstelveen 1993 ·
Mar del Plata 1995 ·
Berlijn 1997 ·
Brisbane 1999 ·
Amstelveen 2000 ·
Amstelveen 2001 ·
Macau 2002 ·
Sydney 2003 ·
Rosario 2004 ·
Canberra 2005 ·
Amstelveen 2006 ·
Quilmes 2007 ·
Mönchengladbach 2008 ·
Melbourne 2009 ·
Nottingham 2010 ·
Amstelveen 2011 ·
Rosario 2012 ·
Mendoza 2014 ·
Londen 2016 ·
Changzhou 2018